# Balamban
Balamban est une municipalité de la province de Cebu, au centre-ouest de l'île de Cebu, aux Philippines.

## Généralités
Elle est entourée des municipalités de Toledo au sud, Asturias (Cebu) au nord, Compostela à l'est, et du Détroit de Tañon à l'ouest.
Elle est administrativement constituée de 28 barangays (quartiers/districts/villages) :
- Abucayan
- Aliwanay
- Arpili
- Bayong
- Biasong
- Buanoy
- Cabagdalan
- Cabasiangan
- Cambuhawe
- Cansomoroy
- Cantibas
- Cantuod
- Duangan
- Gaas
- Ginatilan
- Hingatmonan
- Lamesa
- Liki
- Luca
- Matun-og
- Nangka
- Pondol
- Prenza
- Singsing
- Sunog
- Vito
- Baliwagan (Pob.)
- Santa Cruz-Santo Niño (Pob.)

Sa population en 2019 est d'environ 90 000 habitants.